# Vlag van Sint-Helena, Ascension en Tristan da Cunha
Sint-Helena, Ascension en Tristan da Cunha, een Brits eilandterritorium, heeft geen eigen vlag, maar de drie administratieve eenheden hebben wel hun eigen vlag:
| Kaart | Eiland           | Vlag | Artikel over de vlag      | Ratio | Ingebruikname   |
| ----- | ---------------- | ---- | ------------------------- | ----- | --------------- |
|       | Ascension        |      | Vlag van Ascension        | 1:2   | 11 mei 2013     |
|       | Sint-Helena      |      | Vlag van Sint-Helena      | 1:2   | 4 oktober 1984  |
|       | Tristan da Cunha |      | Vlag van Tristan da Cunha | 1:2   | 20 oktober 2002 |